# Craig Dimech
Craig Dimech – brytyjski DJ pracujący pod pseudonimem Meck. 
Właściciel wytwórni płytowej Free2air Recordings, którą założył w 2003. W 2006 jego remiks nagrania Leo Sayera "Thunder in My Heart" trafił na brytyjski szczyt zestawienie singli.